# スプートニクヴィロファージ
ミミウイルス依存性ウイルス・スプートニク（Mimivirus-dependent virus Sputnik）またはスプートニクヴィロファージ (Sputnik virophage) とは、ヴィロファージの1種。ウイルスのママウイルス (より正確には、アカントアメーバ・ポリファーガ・ミミウイルス、Acanthamoeba polyphaga mimivirus（以下APMV）) に寄生し、APMVの増殖を阻害する事から、片利共生しているサテライトウイルスとは異なる系統であると考えられ、初めてヴィロファージとして分類される種となった。

## 概要
スプートニクは、2008年にAPMVと共に、冷却塔の水に生息している アカントアメーバの Acanthamoeba polyphaga から発見された。スプートニクはAPMVの内部に入り込んでいる形で発見された。独立したビリオンを形成しているため、APMVとは別の存在であるとみなされている。スプートニクの発見前、このようなウイルスに寄生するウイルスはサテライトウイルスとして知られている種があった。サテライトウイルスは自力で増殖する事が出来ず、同じ細胞内に別のヘルパーウイルスが存在する事で初めて増殖が可能なウイルスの総称である。サテライトウイルスはヘルパーウイルスを必要とするが、ヘルパーウイルスの増殖には悪影響を及ぼさないため、一方が益を得る片利共生の関係にあると言える。しかしスプートニクが存在するAPMVは異常なビリオンを形成しやすく、結果的にAPMVの増殖を阻害している。このような真の意味での寄生関係にあるウイルスは初めての発見であるため、サテライトウイルスとは別系統の種であると見なされ、ソビエト連邦が世界で初めて打ち上げた人工衛星であるスプートニク1号に因んで「スプートニク」と命名された。「ヴィロファージ」は「ウイルス (Virus) 」にギリシャ語の「食べる」を意味する φάγειν をつなげた造語である。これは真正細菌に感染するウイルスの総称であるバクテリオファージに倣った命名である。ヴィロファージは2013年現在で4種しか発見されておらず、語弊がない場合良く研究されている本種を指してヴィロファージと呼ぶ場合もある。ただし、サテライトウイルスと真に別系統か否かは結論が出ていない。

## 特徴
スプートニクの概観は50nmの正二十面体である。APMVはカプシド径750nmという非常に巨大なウイルスであるため、スプートニクが何個も寄生している場合がある。外側は13個の主要なカプシドタンパク質で構成されており、エンベロープは持っていない。頂点に相当する部分は2本環状鎖DNAの出入り口となる穴が空いている。ゲノムは1万8343塩基対で構成されており、恐らく21個のタンパク質をコードする遺伝子を持っている。特徴的なのは、生物における3つのドメインである真核生物、真正細菌、古細菌のいずれにも感染する事の出来る遺伝子がコードされている事である。3個はミミウイルス由来の遺伝子であり、ウイルス同士の相互作用の結果を示す一例である。4個は真正細菌に感染するバクテリオファージと相同、1個は古細菌に感染するウイルスと相同である。この事は、ヴィロファージが別の巨大なウイルスとの水平感染をする可能性を示している。
スプートニクが寄生しているAPMVが異常ビリオンを形成しやすくする理由は不明であるが、スプートニクはAPMVのタンパク質を利用して自らを増殖している事が判明している。実験室における、A. polyphaga にスプートニクが寄生しているAPMVを感染させた研究では、70%でAPMVの粒子の収率が減少し、24時間で溶菌する A. polyphaga の数が3分の1となった。

## その他
2012年に、1ヶ月用コンタクトレンズを3ヶ月にわたって使用し、アカントアメーバによる角膜炎を発症したフランス人から、スプートニクと似ているが別のゲノムを持つヴィロファージが発見され、スプートニクヴィロファージ2 (Sputnik virophage 2) という名称が付けられている。